# ミドルハイム美術館
ミドルハイム美術館（ミデルヘイム美術館、オランダ語: Middelheimmuseum）は、ベルギーのアントウェルペンにある、野外彫刻を中心とした美術館である。アントウェルペン市が運営している。

## 歴史
出典：
- 1342年 - 無名の著述家が　ミドルハイムと呼ばれる町があった事を記している。
- 1399年 - ラウレイス・ファン・アールスホット・デ・ヨンゲがこの土地の所有者であった。
- 1950年 - ミドルハイム公園にて　ベルギー初の国際彫刻展覧会が開かれ、その際に野外彫刻美術館をここに設置される事が決定した。
- 1951年 - ミドルハイム公園の反対にある　ミデルハイムラーフと呼ばれる場所にて、夏季の間　国際彫刻ビエンナーレが開催された。

## 収蔵作品
日本
- 水井康雄 (白煙  1975)
- 本郷新 (声  1967)
- 奈良美智 (Gummi Girl 2006)

 ドイツ
- カール・ハルトゥング (コンポジション II 1949)

 中国
- 艾未未 (橋 2012)

 キューバ
- アグスティン・カルデナス (L de 1968)

 スペイン
- マルティン・チリーノ (地中海  1969)
- パブロ・ガルガーリョ (預言者  1933)
- フリオ・ゴンサレス  (小さい金星 1935)
- フアン・ムニョス (ミドルハイムの2つの像  1993)

 フランス
- ジョゼフ・ベルナール (踊る婦女と子供 1925)
- アントワーヌ・ブールデル (Bélier rétif, 1908-1909, 射手座ヘラクレス像, 1909 et Dr Koeberlé, 1914)
- ジョルジュ・ブラック (魚  1944)
- ロベール・クーチュリエ (縄で遊ぶ女の子  1951)
- シャルル・デスピオ (アシア 1937)
- フランソワ・ポンポン (北極熊  1920-1922)
- オーギュスト・ルノワール (Vénus Victrix  1914)
- ジェルメーヌ・リシエ (Le Mantis (Mantoptère), 1946)
- オーギュスト・ロダン (L'Âge d'airain  1876-1880, 聖ヨハネバプティステ  1878-1880 et バルザック  1892-1897)

## ギャラリー

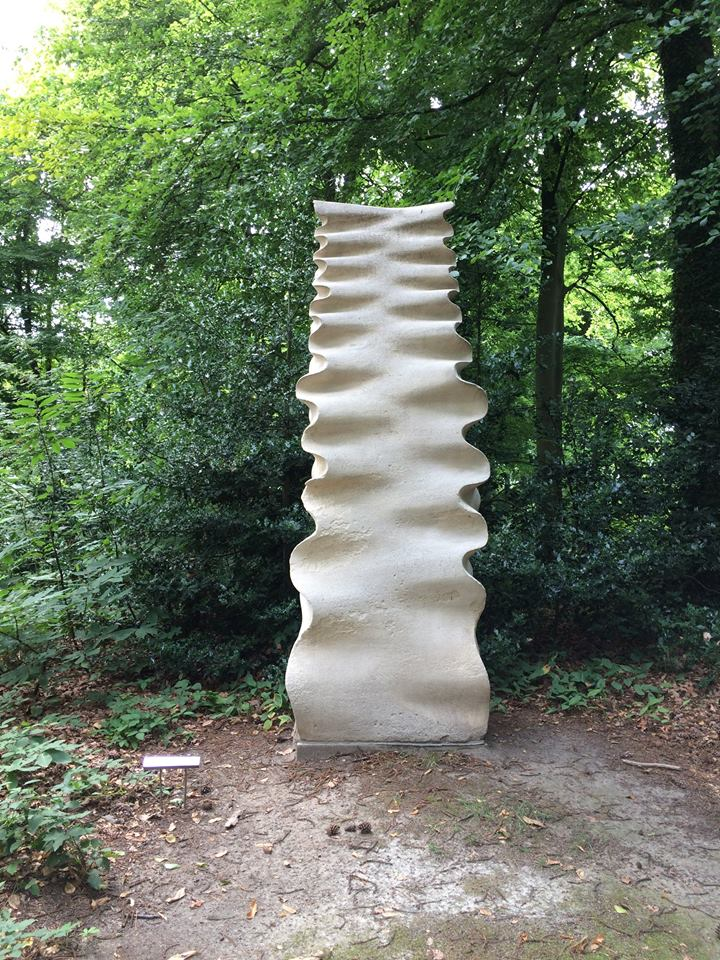
水井康雄： 白煙 1975
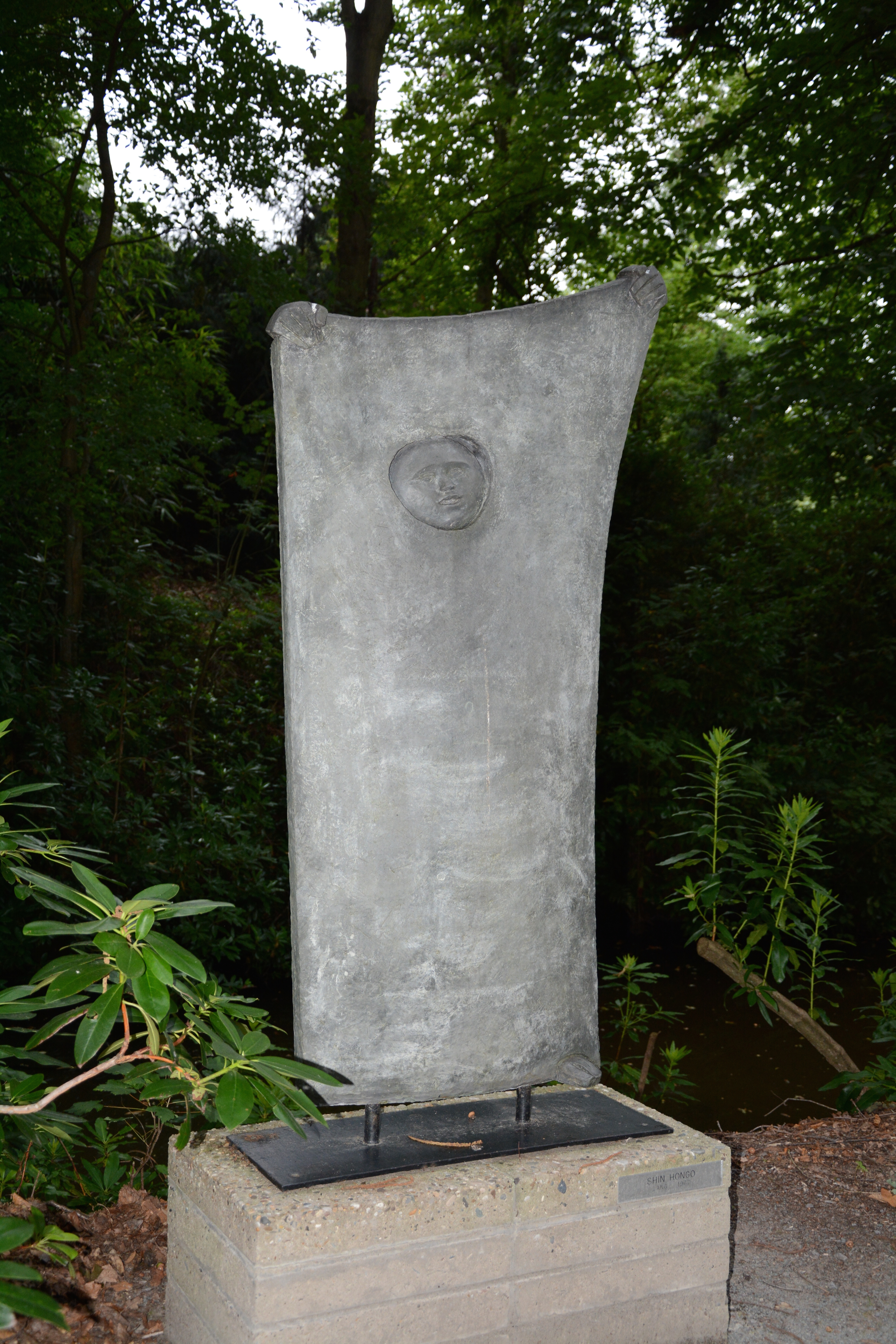
本郷新： 声 1967
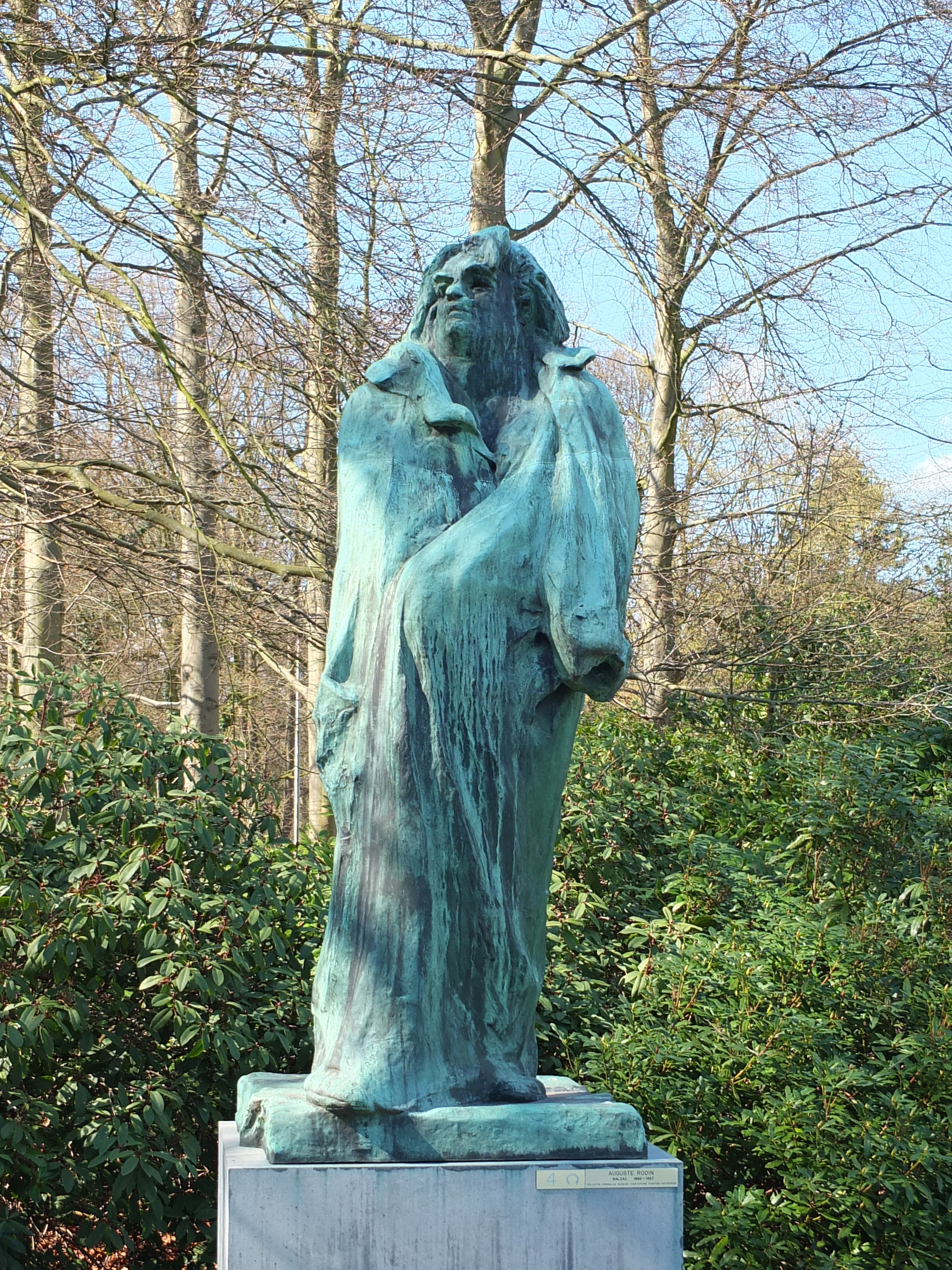
オーギュスト・ロダン: バルザック 1892
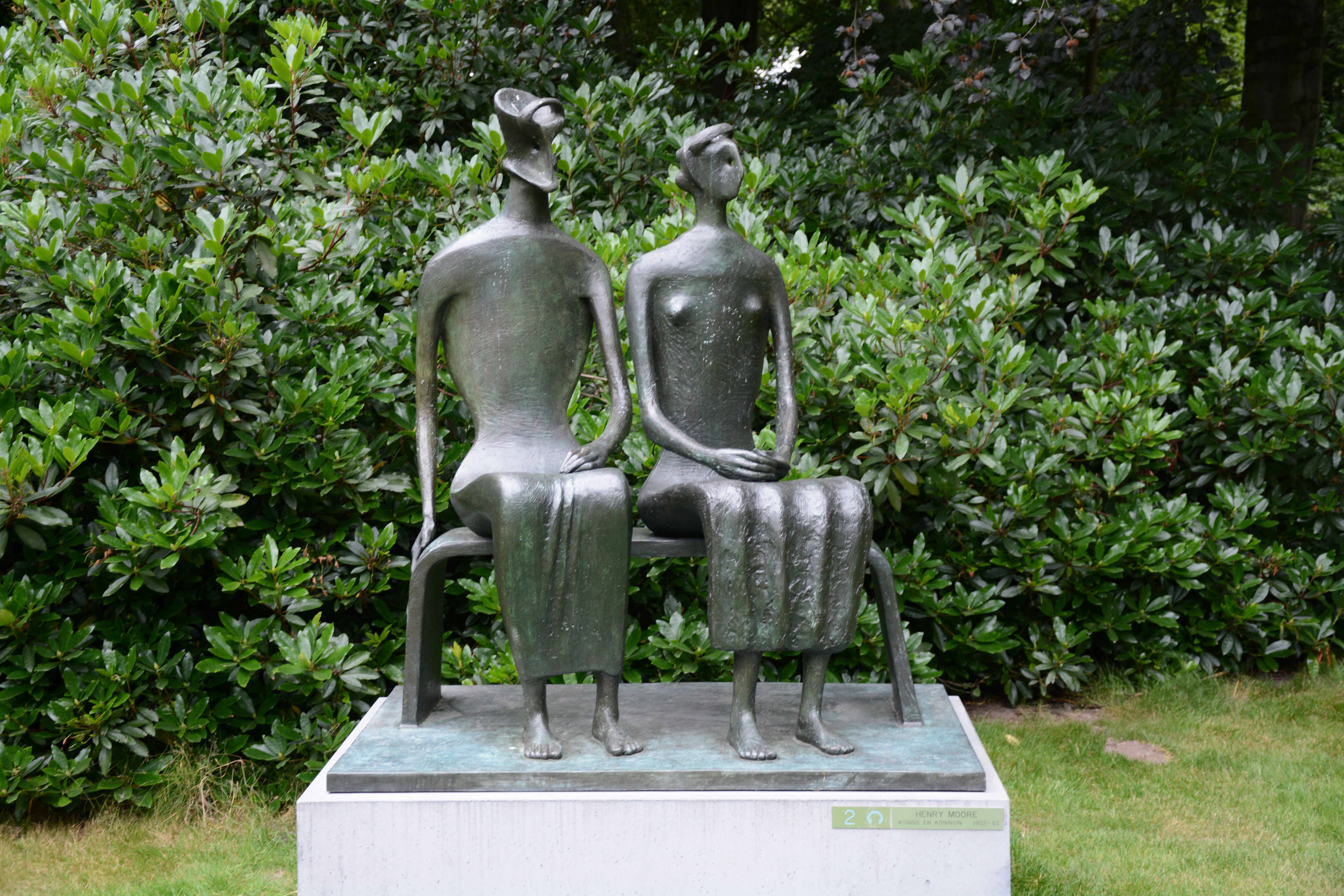
ヘンリー・ムーア: 王と女王 1952–53
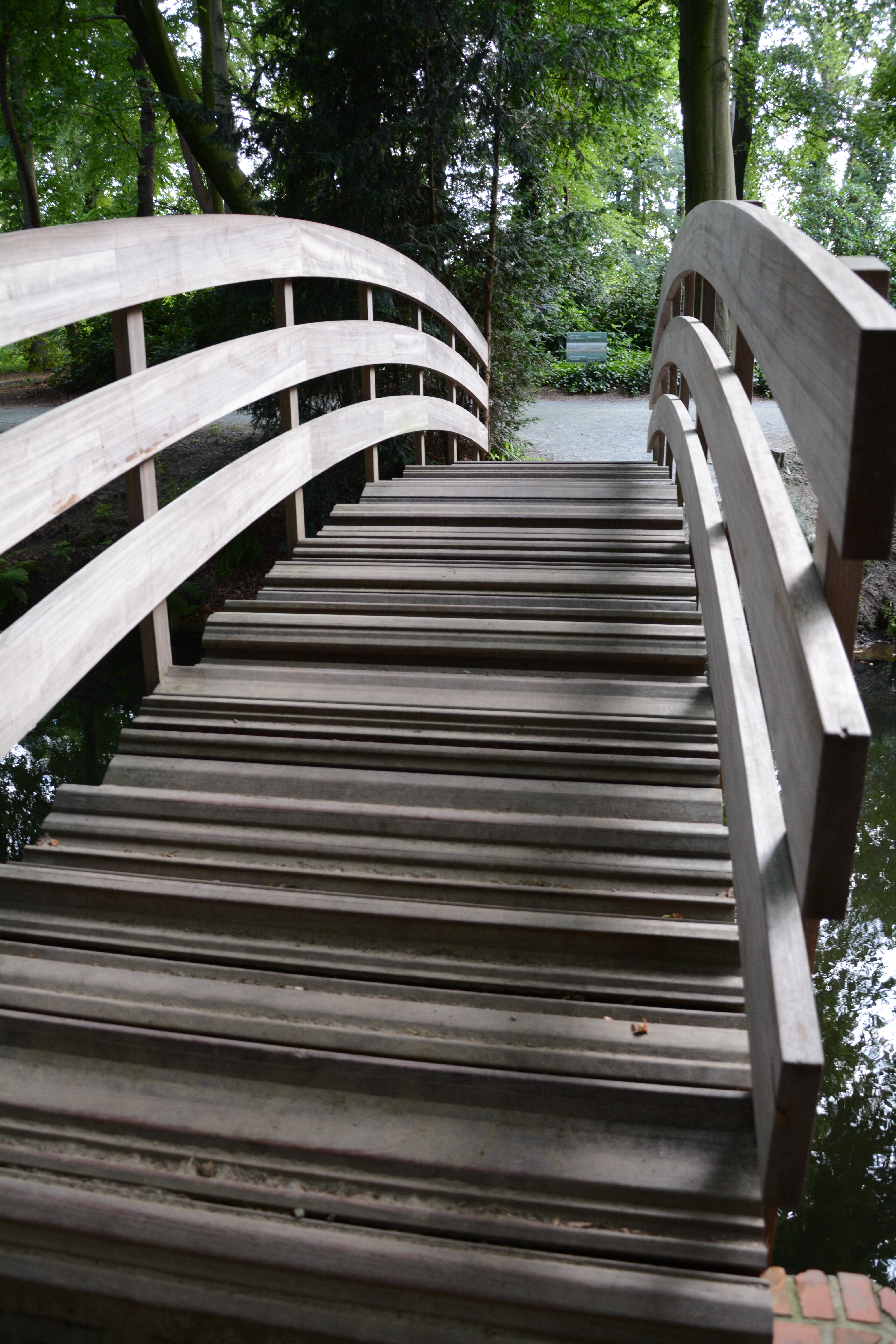
アイ・ウェイウェイ: 橋 2012
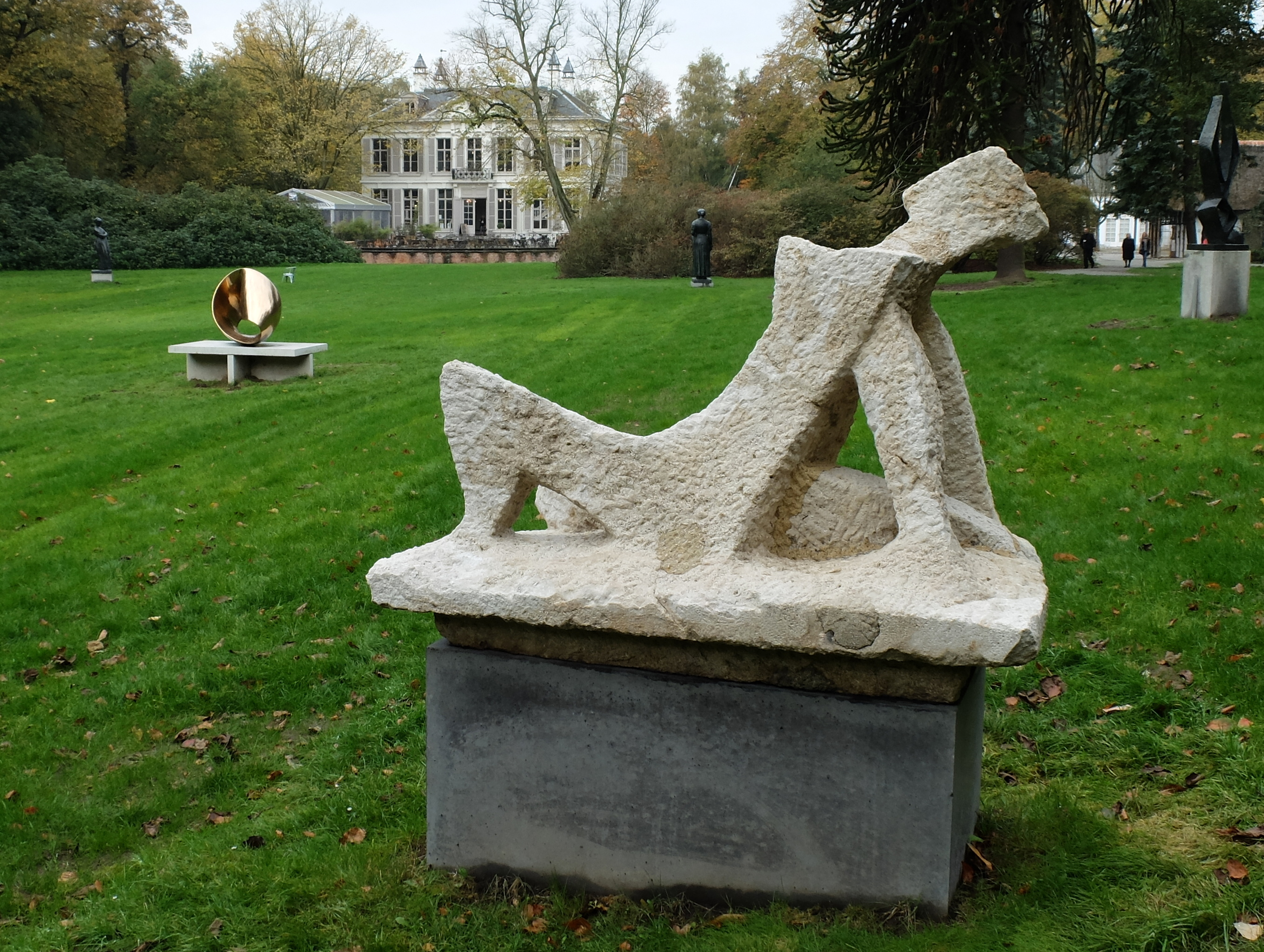
フリッツ・ウォトルバ： 女性の岩 1948
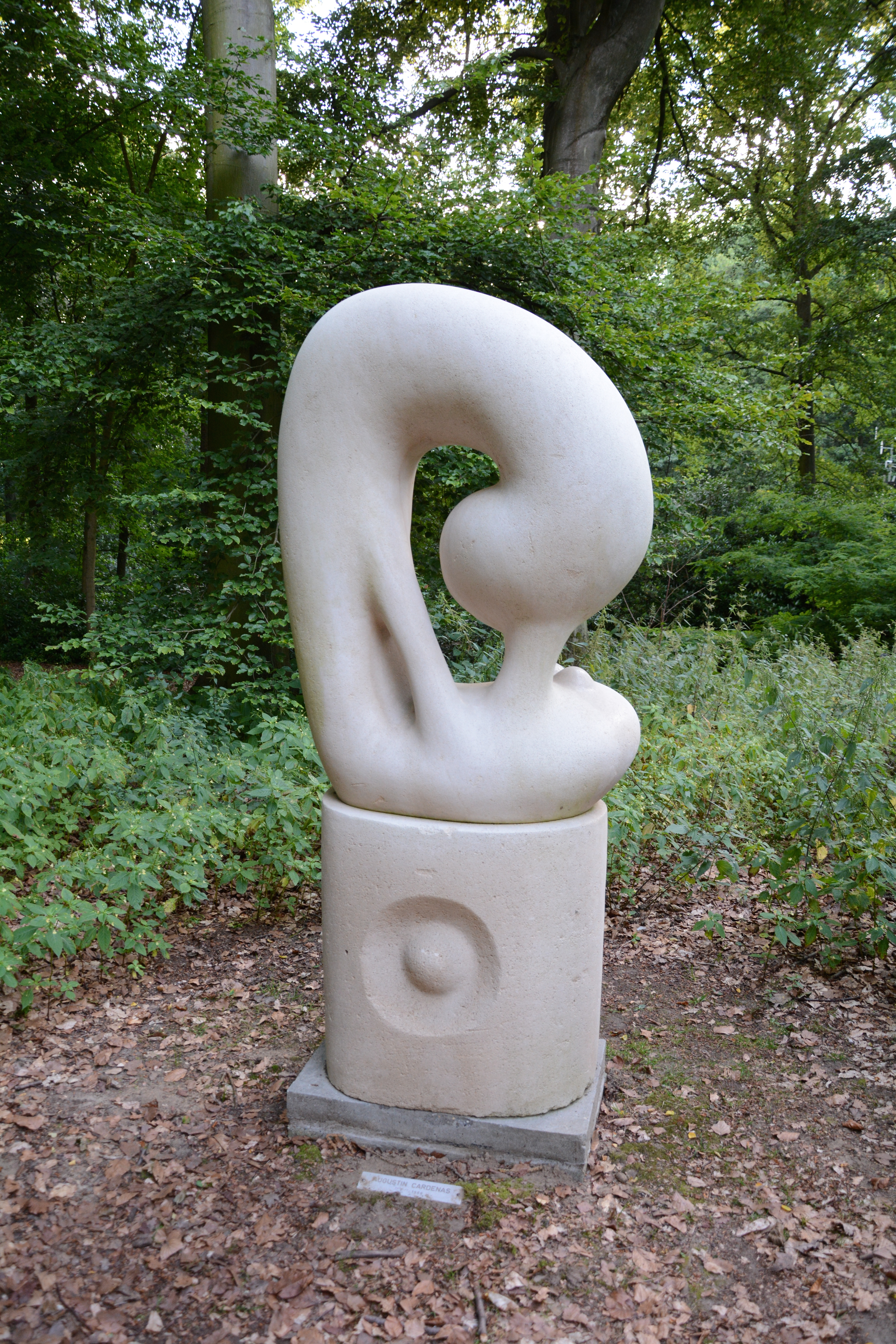
アグスティン・カルデナス： Ｌ 1968
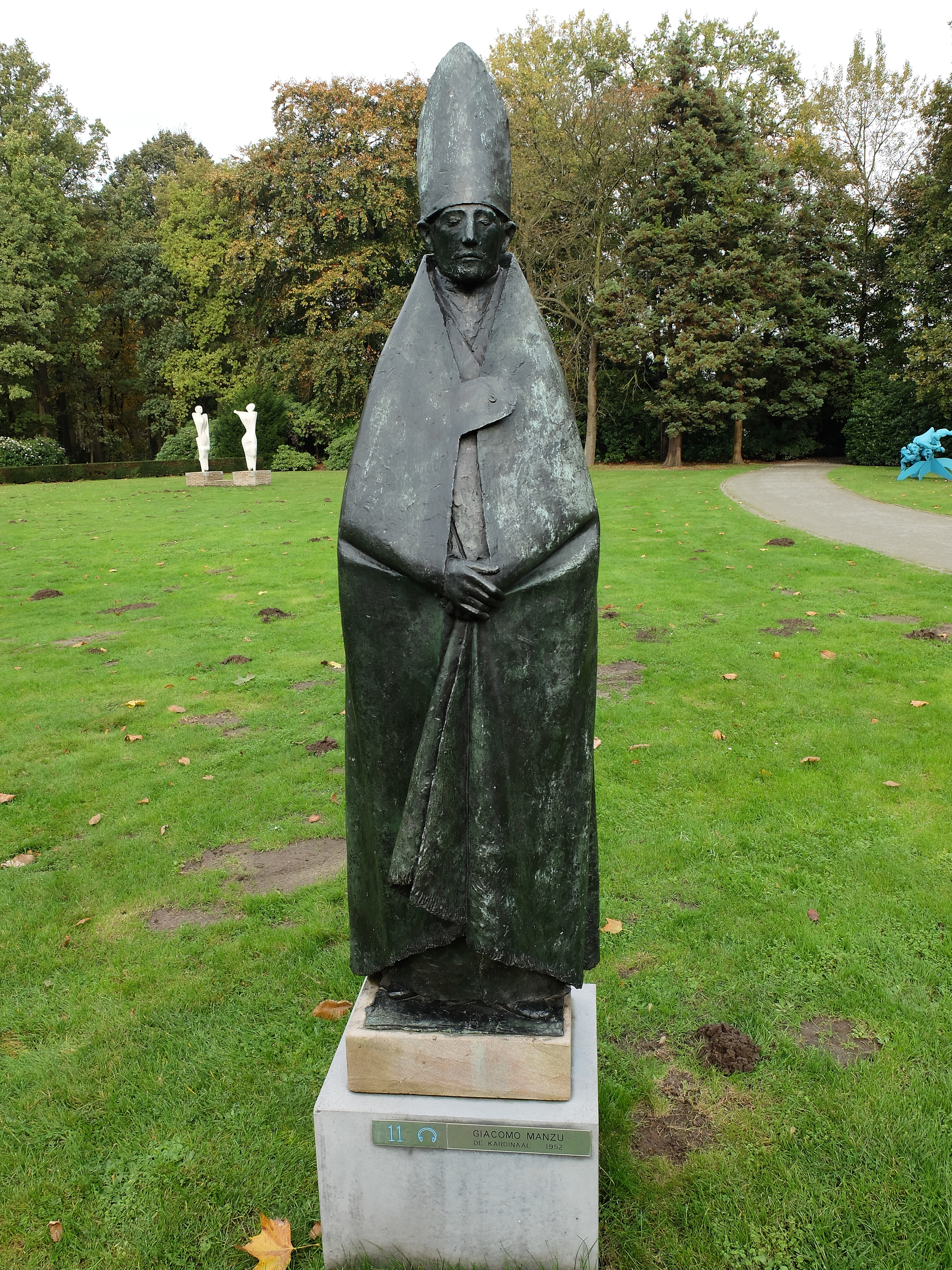
ジャコモ・マンズー： 枢機卿 1952
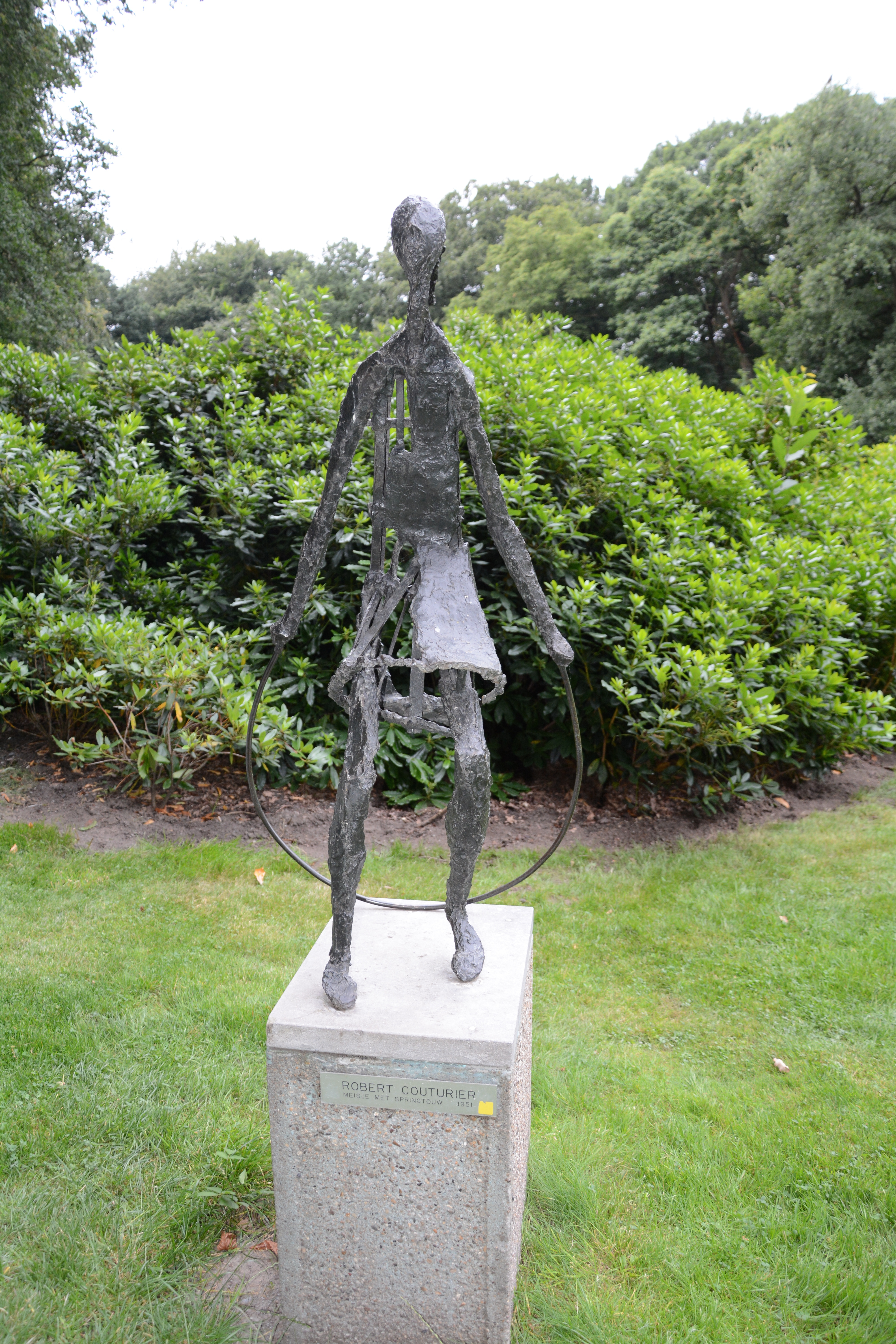
ロベール・クチュリエ： 縄跳びを持った少女 1951
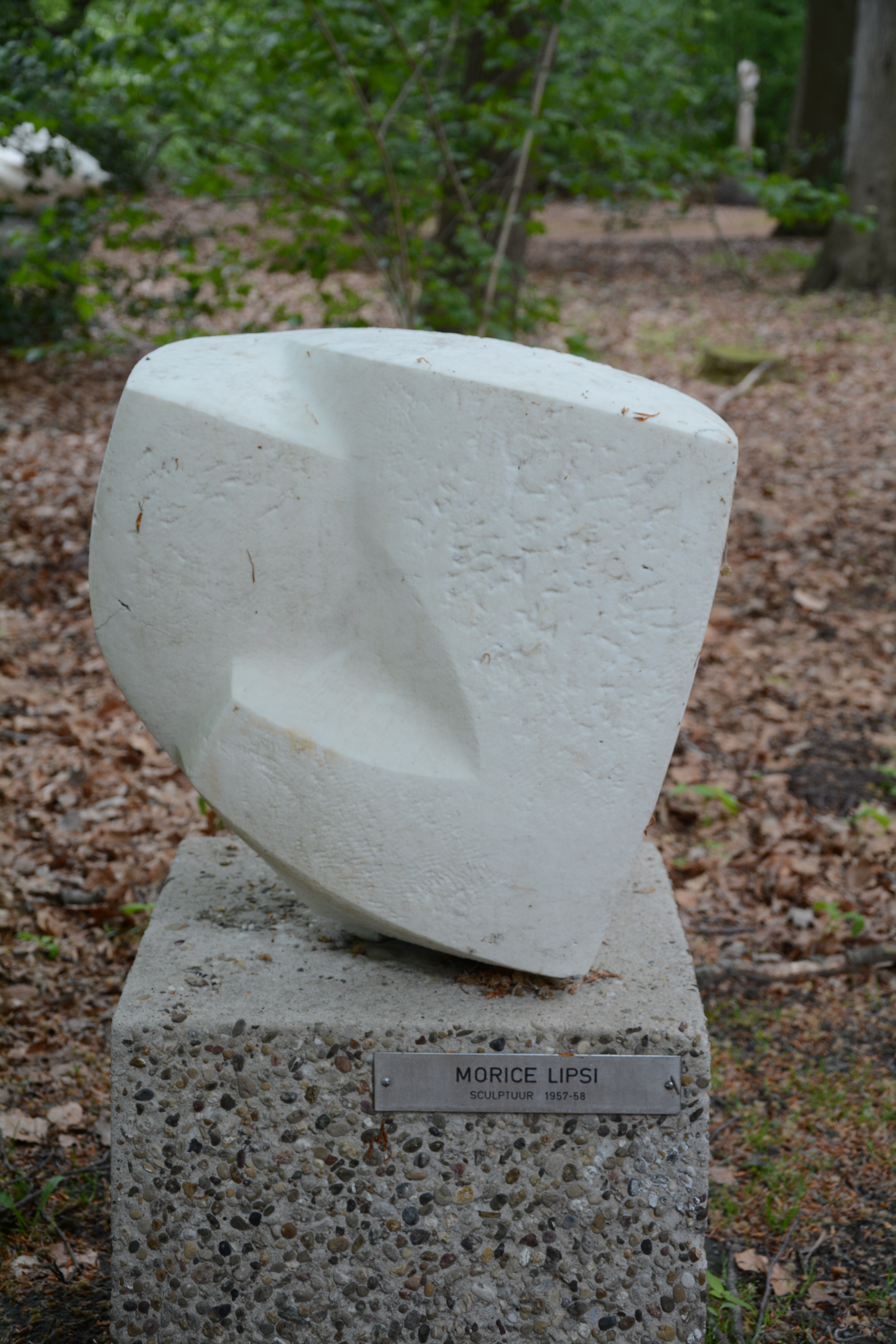
モーリス・リプシ：